# Kathleen McKane Godfree

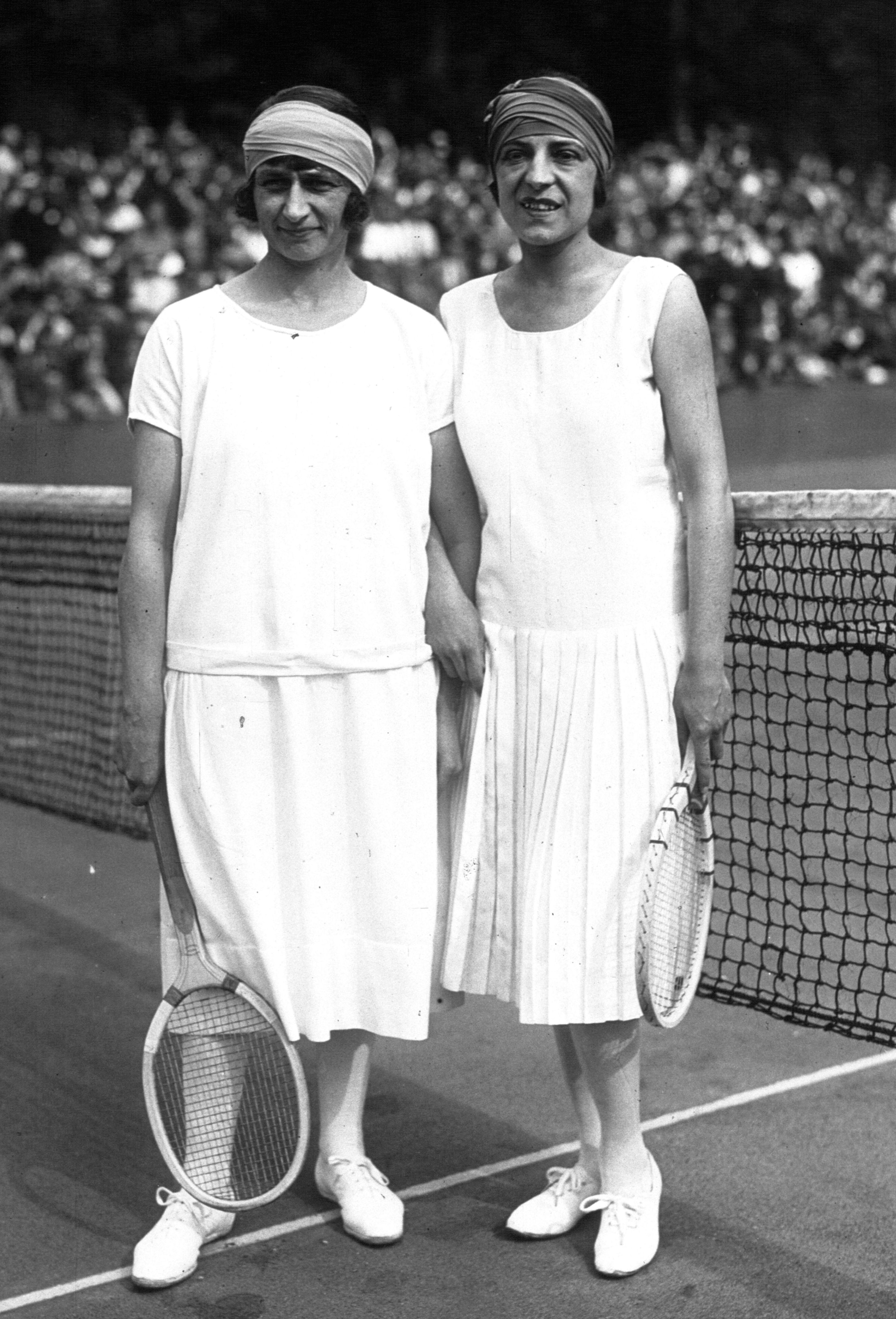
Kathleen McKane (l.) mit Suzanne Lenglen (1925)

Kathleen „Kitty“ McKane Godfree (* 7. Mai 1896 in London; † 19. Juni 1992 ebenda) war eine englische Badminton- und Tennisspielerin. Sie war die Schwester von Margaret Stocks.
Sie gewann im Dameneinzel 1924 und 1926 in Wimbledon. In den gleichen Jahren gewann sie als einzige Tennisspielerin zusammen mit ihrem Ehemann Leslie Godfree auch den Mixed-Wettbewerb. Bei den Olympischen Spielen 1920 und 1924 gewann sie insgesamt 5 Medaillen, darunter Gold im Damendoppel 1920. Im Jahr 1978 wurde Kitty McKane Godfree in die Hall of Fame des Tennissports aufgenommen.
Im Badminton gewann sie 1924 und 1925 das Mixed bei den All England mit Frank Devlin, 1920, 1921, 1922 und 1924 das Einzel sowie 1921 und 1924 das Damendoppel.